# نانسي أرلن
نانسي أرلن (بالإنجليزية: Nancy Arlen)‏ هي طبالة أمريكية، ولدت في 29 يناير 1942، وتوفيت في 17 سبتمبر 2006.

## وصلات خارجية
- نانسي أرلن على موقع ميوزك برينز (الإنجليزية)
- نانسي أرلن على موقع ديسكوغز (الإنجليزية)